# The Great Gatsby: Music from Baz Luhrmann's Film
The Great Gatsby: Music from Baz Luhrmann's Film (también conocido como Music from Baz Luhrmann's Film The Great Gatsby) es la banda sonora de la película de 2013 The Great Gatsby, una adaptación de la novela del mismo nombre de F. Scott Fitzgerald. Interscope Records la lanzó el 6 de mayo de 2013. El álbum lo produjo Baz Luhrmann y Anton Monsted, con Jay-Z como productor ejecutivo. La banda sonora comprende catorce canciones, que incluyen material nuevo y covers interpretados por varios artistas. Contiene una mezcla de géneros, que incluye hip hop, jazz y música alternativa. Luhrmann seleccionó específicamente estos estilos de música para sumergir mejor a la audiencia en la historia de The Great Gatsby.
El álbum recibió una respuesta mixta, con la selección de canciones y cantantes dividiendo a los críticos. Alcanzó su punto máximo en el número uno en la lista Billboard 200 de Estados Unidos y apareció en varias listas de éxitos musicales en múltiples países. El álbum ha recibido tres certificaciones de oro de la Australian Recording Industry Association, la Polish Society of the Phonographic Industry y la Recording Industry Association of America. El álbum generó tres singles: «Young and Beautiful», «A Little Party Never Killed Nobody (All We Got)» y «Bang Bang».